# La noia
A La noia (magyarul: Az unalom) az olasz Angelina Mango dala, mellyel Olaszországot képviselte a 2024-es Eurovíziós Dalfesztiválon Malmőben. A dal 2024. február 10-én, az olasz nemzeti döntőként funkcionáló Sanremói Dalfesztiválon megszerzett győzelemmel érdemelte ki a dalversenyen való indulás jogát.

## Eurovíziós Dalfesztivál
2023. december 19-én a Rai bejelentette, hogy az énekesnő is résztvevője lesz a 74. Sanremói Dalfesztiválnak. Versenydalát a február 6-i első este adta elő először a többi versenyzővel együtt, itt a második helyen végzett összesítésben. A dal február 10-én megnyerte a döntőt, ahol a sajtó és a rádió szakmai képviselői, valamint a nézői szavazatok alakították ki a végeredményt, így ezzel a dallal képviselhette Olaszországot az Eurovíziós Dalfesztiválon.
A dalfesztivál előtt Madridban, Barcelonában, Londonban és Amszterdamban eurovíziós rendezvényeken népszerűsítette versenydalát.
Mivel Olaszország tagja az automatikusan döntős „Öt Nagy” országának, ezért a dal az Eurovíziós Dalfesztiválon először a május 11-én megrendezendett döntőben versenyzett, de előtte a második elődöntőben is előadták, az Észtországot képviselő 5miinust és Puuluup (Nendest) narkootikumidest ei tea me (küll) midagi című dala után és az Izraelt képviselő Eden Golan Hurricane című dala előtt. A döntőben fellépési sorrendben tizenötödikként lépett fel, a Norvégiát képviselő Gåte Ulveham című dala után és a Szerbiát képviselő Teya Dora Ramonda című dala előtt. A zsűri szavazáson a negyedik helyen végzett 164 ponttal, míg a nézői szavazáson a hetedik helyen végzett 104 ponttal, így összesítésben 268 ponttal a verseny hetedik helyezettje lett.
A következő olasz induló Lucio Corsi Volevo essere un duro című dala volt a 2025-ös Eurovíziós Dalfesztiválon.

## Galéria

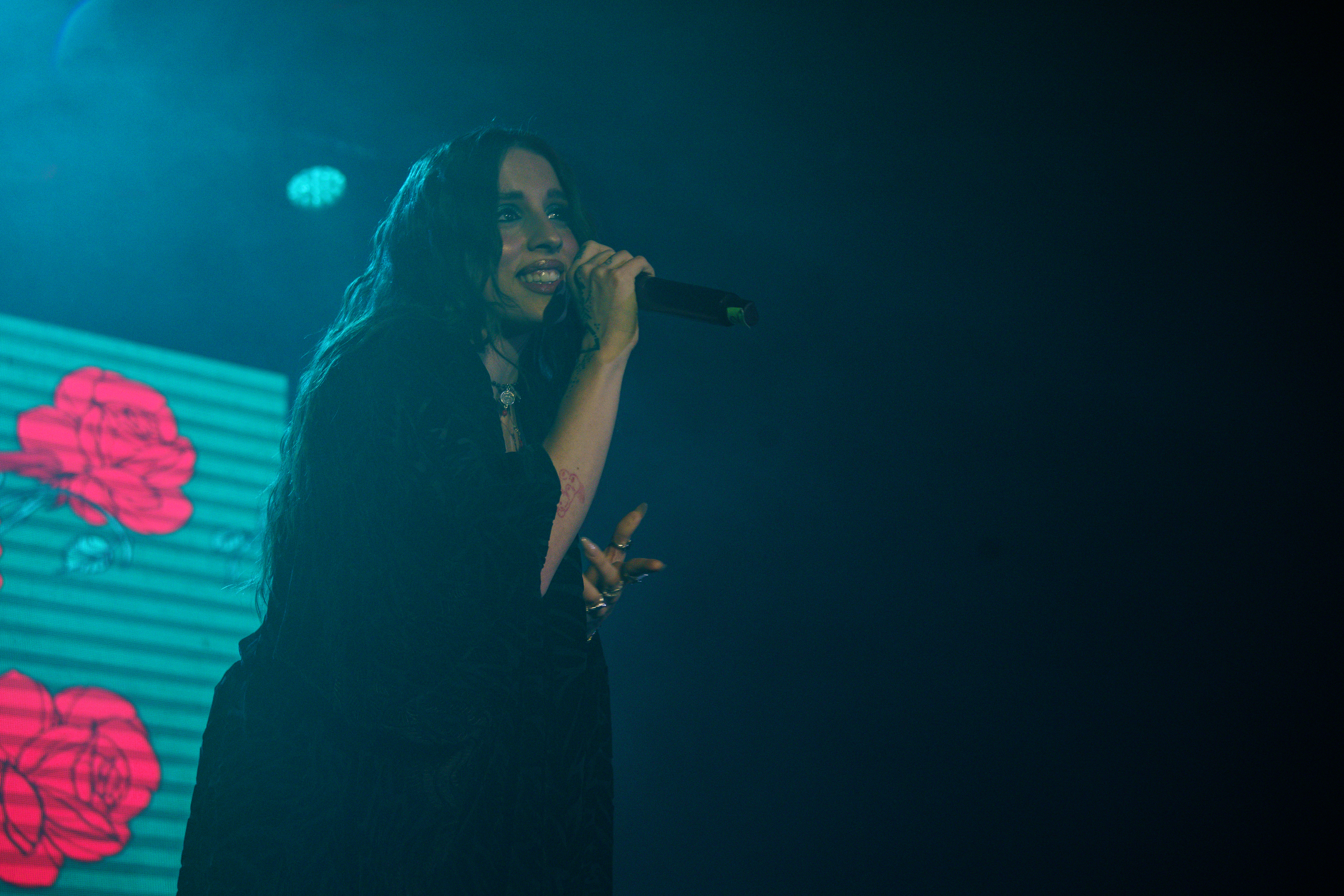
A madridi Eurovíziós partin
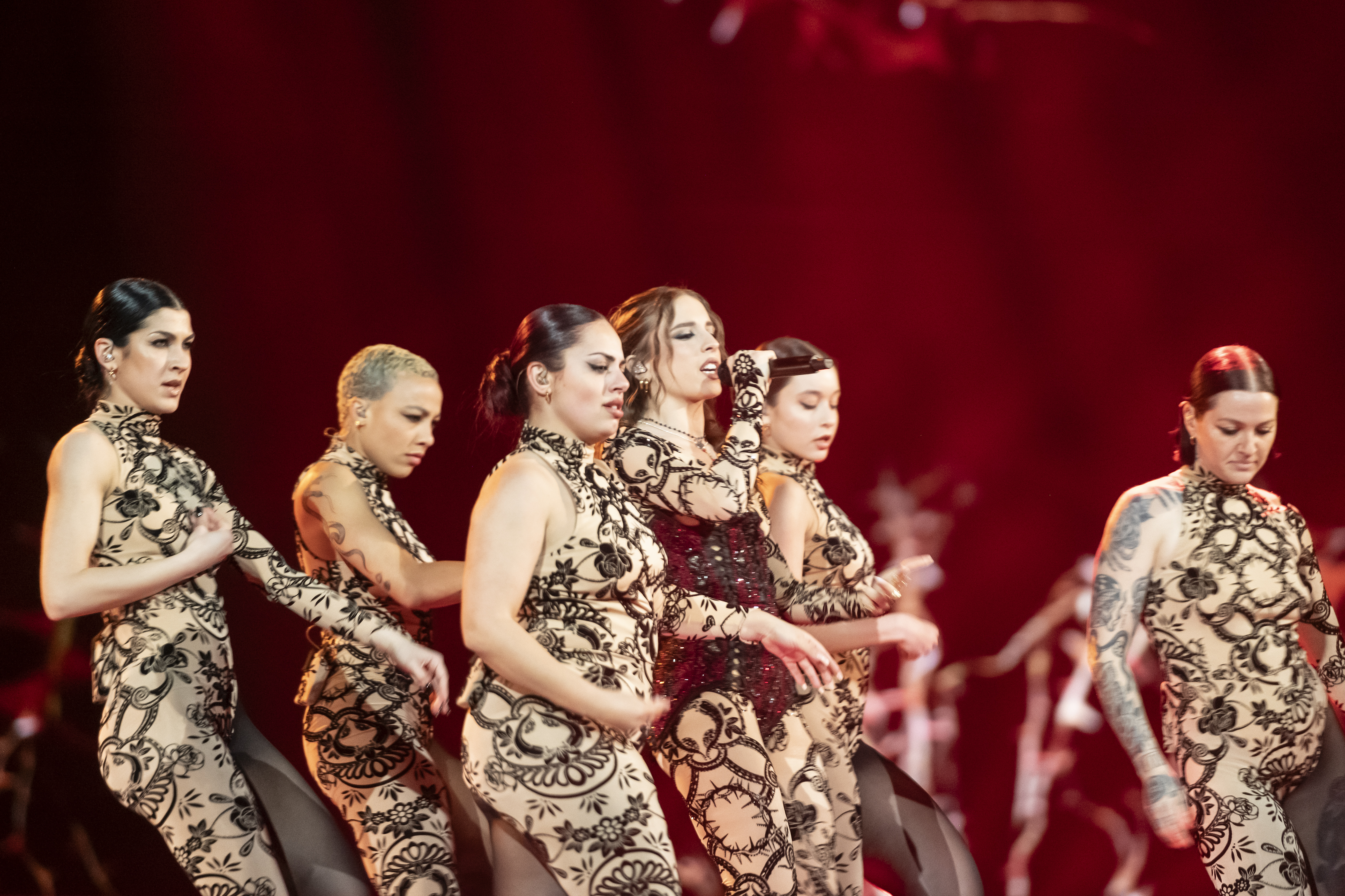
Az elődöntőben
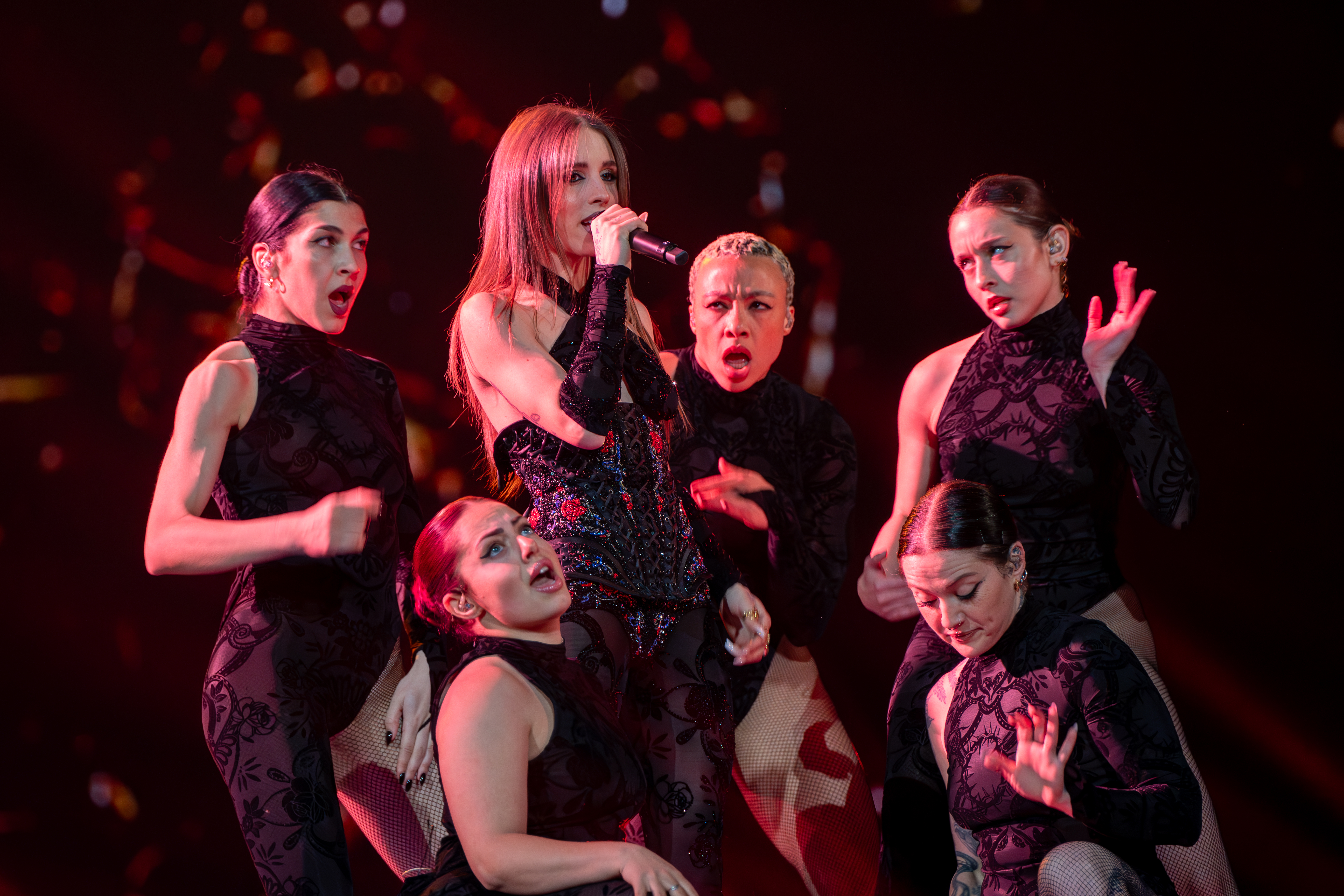
A döntőben